# Heteropanope hilarula
Heteropanope hilarula is een krabbensoort uit de familie van de Pilumnidae. De wetenschappelijke naam van de soort is voor het eerst geldig gepubliceerd in 1928 door De Man.